# Стеван Карамата
Стеван Карамата (Земун, 26. септембар 1926 — Земун, 25. јул 2015) био је српски геолог, универзитетски професор и академик. Карамата је био редовни члан Српске академије наука и уметности и редовни професор Рударско-геолошког факултета Универзитета у Београду у пензији.

## Биографија
Рођен је 1926. године у Београду, од оца Озрена и мајке Зоре Карамата. Геологију је студирао у Загребу и Београду, а дипломирао је 1950. године на Геолошком одсеку Рударско-геолошког факултета у Београду. Од 1956. до 1967. године прошао је сва наставна звања на факултету, а 1990. године је отишао у пензију. Његов наставни и научни рад везан је за петрологију, минералогију и геохемију, а бавио се и геохемијом рудних лежишта. Као гостујући предавач, држао је предавања на више иностраних факултета (Леобен, Фрајбург, Цирих). Истраживачким радом се бавио на великом делу територије бивше Југославије, као и знатно шире (Пакистан, Турска, итд).
Дописни члан САНУ постао је 1970. године, а редовни 1985. године. Осим тога, био је члан и других академија наука: Хрватске академије знаности и умјетности, Аустријске академије наука, Академије природних наука Руске федерације, Академије наука и умјетности Републике Српске. Стекао је почасни докторат на Универзитету у Клужу Био је члан Српског геолошког друштва, Швајцарског минералошко-петролошког друштва, Друштва физичких и природних наука у Женеви, Бугарског геолошког друштва.

## Научни рад
Караматин научни рад био је везан за петрологију и геохемију офиолита и офиолитских зона Балкана. У геологији Балканског полуострва остаће упамћен по геодинамичкој теорији формирања офиолитских зона Динарида и Вардарске зоне.

## Награде
- Орден рада са златним венцем, 1981.
- Орден Његоша другог реда, 1997.